# Ріпинецька сільська рада
Ріпине́цька сільська́ ра́да — колишня адміністративно-територіальна одиниця та орган місцевого самоврядування в Чортківському районі Тернопільської області. Адміністративний центр — с. Ріпинці.

## Загальні відомості
Ріпинецька сільська рада утворена в 1945 році.
- Територія ради: 33,68 км²
- Населення ради: 1 141 особа (станом на 2001 рік)
- Територією ради протікає річка Вільховець

До 19 липня 2020 р. належала до Бучацького району.
11 грудня 2020 р. увійшла до складу Бучацької міської громади.

## Населені пункти
Сільській раді підпорядковані населені пункти:
- с. Ріпинці
- с. Помірці

## Склад ради
Рада складається з 16 депутатів та голови.
- Голова ради:
- Секретар ради: Юшкалюк Галина Григорівна

### Керівний склад попередніх скликань
| Прізвище, ім'я, по батькові | Основні відомості                                    | Дата обрання | Дата звільнення |
| --------------------------- | ---------------------------------------------------- | ------------ | --------------- |
| Чухрій Андрій Михайлович    | Сільський голова, 1966 року народження, безпартійний | 26.03.2006   | 31.10.2010      |

Примітка: таблиця складена за даними сайту Верховної Ради України

### Депутати
За результатами місцевих виборів 2010 року депутатами ради стали:

#### За суб'єктами висування
| Суб'єкт висування                                   | Кількість обраних депутатів | %    |
| --------------------------------------------------- | --------------------------- | ---- |
| Самовисування                                       | 15                          | 93,8 |
| Політична партія Всеукраїнське об'єднання «Свобода» | 1                           | 6,3  |

#### За округами
| № округу                                            | Прізвище, ім'я, по батькові      | Дата визнання обраним | Освіта             | Партійна приналежність                    | Відомості про обраного депутата            |
| --------------------------------------------------- | -------------------------------- | --------------------- | ------------------ | ----------------------------------------- | ------------------------------------------ |
| Політична партія Всеукраїнське об'єднання «Свобода» |                                  |                       |                    |                                           |                                            |
| 13                                                  | Камінецький Петро Ігорович       | 04.11.2010            | середня спеціальна | член Всеукраїнського об'єднання «Свобода» |                                            |
| Самовисування                                       |                                  |                       |                    |                                           |                                            |
| 1                                                   | Юшкалюк Галина Григорівна        | 04.11.2010            | середня спеціальна | позапартійна                              | с/р, секретар                              |
| 2                                                   | Іванів Андрій Романович          | 04.11.2010            | вища               | позапартійний                             | ПП «Галактика комфорту», підприємець       |
| 3                                                   | Пискливець Наталія Володимирівна | 04.11.2010            | вища               | позапартійна                              | с/р, бухгалтер                             |
| 4                                                   | Пискливець Богдан Васильович     | 04.11.2010            | середня спеціальна | позапартійний                             |                                            |
| 5                                                   | Василюк Ярослав Іванович         | 04.11.2010            | середня спеціальна | позапартійний                             | пенсіонер                                  |
| 6                                                   | Галунка Іван Миколайович         | 04.11.2010            | середня спеціальна | позапартійний                             | РЕМ                                        |
| 7                                                   | Худик Ганна Григорівна           | 04.11.2010            | середня спеціальна | позапартійна                              | РОТЧХУ, медсестра                          |
| 8                                                   | Качмар Іванна Остапівна          | 04.11.2010            | середня спеціальна | позапартійна                              |                                            |
| 9                                                   | Данильців Руслан Ігорович        | 04.11.2010            | середня спеціальна | позапартійний                             |                                            |
| 10                                                  | Польовий Іван Михайлович         | 04.11.2010            | середня спеціальна | позапартійний                             |                                            |
| 11                                                  | Андрушків Дарія Степанівна       | 04.11.2010            | вища               | позапартійна                              | загальноосвітня школа, заступник директора |
| 12                                                  | Сиров'як Михайло Степанович      | 04.11.2010            | середня спеціальна | позапартійний                             | пенсіонер                                  |
| 14                                                  | Сірий Михайло Петрович           | 04.11.2010            | середня спеціальна | позапартійний                             |                                            |
| 15                                                  | Борис Ярослав Романович          | 04.11.2010            | середня спеціальна | позапартійний                             |                                            |
| 16                                                  | Непик Михайло Ярославович        | 04.11.2010            | середня            | позапартійний                             | приватний підприємець                      |